# Roland Godin
Pour l’article homonyme, voir Godin.
Roland Godin (11 octobre 1925-22 juin 2009) est un gérant et homme politique fédéral du Québec.

## Biographie
Né à Neuville dans la région de la Capitale-Nationale, Roland Godin devint député du Parti Crédit social du Canada dans la circonscription fédérale de Portneuf en 1965, il est réélu en 1968 et en 1972. Il est défait en 1974, par le libéral Pierre Buissières.
Il est mort à Donnacona en 2009.